# Ванја Кинг
Ванја Кинг (кин: 金久慈, енгл. Vania King; рођена 3. фебруара 1989) је америчка тенисерка, која тренутно заузима 88. место на ВТА листи најбољих тенисерки света у поједничаној, и 4. место у конкуренцији парова. Професионално игра од 5. јула 2006.
У краткој професионалној каријери освојила је тринаест ВТА турнира, један појединачно и дванаест у игри парова. 2005. године је достигла финале Отвореног првенства Америке у конкуренцији јуниорских парова, а 2009. финале Отвореног првенства Француске у конкуренцији мешовитих парова. Заједно са Јарославом Шведовом 2010. освојила је Вимблдон и Отворено првенство Америке у паровима, и достигла четврто место у тој конкуренцији. Претходне сезоне, 2009, као члан репрезентације Сједињених Држава играла је финале Фед купа, али је њен тим поражен од репрезентације Италије.

## Приватни живот
Кингова је рођена 3. фебруара 1989. у Монтереј Бичу, Калифорнија, као кћерка Дејвида и Карен. Има једног брата, Филипа, и две сестре, Минди и Ајвену. Говори енглески и кинески језик.

## Пласман на ВТА листи на крају сезоне
| Година  | 2004 | 2005 | 2006 | 2007 | 2008 | 2009 | 2010 |
| Пласман | 825  | 202  | 50   | 109  | 129  | 79   |      |

## Статистике у каријери

### Гренд слем финала у женским паровима (2–0)
| Исход  | Година | Турнир                     | Подлога | Партнер           | Противници                     | Резултат         |
| Победа | 2010   | Вимблдон                   | Трава   | Јарослава Шведова | Јелена Веснина Вера Звонарјова | 7–6(6), 6–2      |
| Победа | 2010   | Отворено првенство Америке | Тврда   | Јарослава Шведова | Нађа Петрова Лизел Хубер       | 2–6, 6–4, 7–6(4) |

### Гренд слем финала у мешовитим паровима (0–1)
| Исход | Година | Турнир                       | Подлога | Партнер      | Противници             | Резултат            |
| Пораз | 2009   | Отворено првенство Француске | Шљака   | Марсело Мело | Боб Брајан Лизел Хубер | 7–5, 6–7(5), [7–10] |

### ВТА финала појединачно (1–0)
| Легенда: Пре 2009.       | Легенда: Од 2009.       |
| ------------------------ | ----------------------- |
| Гренд слем (0/0)         |                         |
| ВТА првенство (0/0)      |                         |
| Прва категорија (0/0)    | Обавезни премијер (0/0) |
| Друга категорија (0/0)   | Премијер 5 (0/0)        |
| Трећа категорија (1/0)   | Премијер (0/0)          |
| Четврта категорија (0/0) | Интернашонал (0/0)      |

| Исход  | Бр. | Датум             | Турнир  | Подлога | Противница        | Резултат      |
| Победа | 1.  | 15. октобар 2006. | Бангкок | Тврда   | Тамарин Тансугарн | 2–6, 6–4, 6–4 |

### ВТА финала у паровима (12–9)
| Легенда: Пре 2009.       | Легенда: Од 2009.       |
| ------------------------ | ----------------------- |
| Гренд слем (2–0)         |                         |
| ВТА првенство (0–0)      |                         |
| Прва категорија (1–1)    | Обавезни премијер (0–0) |
| Друга категорија (0–0)   | Премијер 5 (0–0)        |
| Трећа категорија (4–3)   | Премијер (0–1)          |
| Четврта категорија (1–1) | Међународни (4–2)       |

| Исход  | Бр. | Датум    | Турнир      | Подлога | Партнерка          | Противнице                             | Резултат          |
| Пораз  | 1.  | 01–10–06 | Гуангџоу    | Тврда   | Јелена Костанић    | Тинг Ли Суен Тјентјен                  | 4–6, 6–2, 5–7     |
| Победа | 1.  | 08–10–06 | Токио       | Тврда   | Јелена Костанић    | Џан Јунгжан Џуанг Ђажунг               | 7–6(2), 5–7, 6–2  |
| Победа | 2.  | 15–10–06 | Бангкок     | Тврда   | Јелена Костанић    | Маријана Дијас Олива Натали Грандин    | 7–5, 2–6, 7–5     |
| Победа | 3.  | 14–05–07 | Фес         | Шљака   | Сања Мирза         | Андреа Ехрит Ванц Анастасија Родионова | 6–1, 6–2          |
| Пораз  | 2.  | 07–10–07 | Токио       | Тврда   | Џуанг Ђажунг       | Ци Јан Суен Тјентјен                   | 6–1, 2–6, [6-10]  |
| Пораз  | 3.  | 19–10–07 | Гуангџоу    | Тврда   | Суен Тјентјен      | Ци Јан Пенг Шуај                       | 3–6, 4–6          |
| Пораз  | 4.  | 04–02–07 | Токио       | Тврда   | Рене Стабс         | Лиса Рејмонд Саманта Стосур            | 6(0)–7, 6–3, 5–7  |
| Победа | 4.  | 12–10–07 | Колката     | Тврда   | Ала Кудријавцева   | Алберта Бријанти Марија Корицева       | 6–1, 6–4          |
| Пораз  | 5.  | 10–02–08 | Патаја      | Тврда   | Су-Веј Сје         | Џан Јунгжан Џуанг Ђажунг               | 6–4, 6–3          |
| Победа | 5.  | 21–09–08 | Токио       | Тврда   | Нађа Петрова       | Лиса Рејмонд Саманта Стосур            | 6–1, 6–4          |
| Победа | 6.  | 02–11–08 | Квебек      | Тврда   | Ана-Лена Гренефелд | Џил Крејбас Тамарин Танасугарн         | 7–6(3), 6–4       |
| Победа | 7.  | 11–01–09 | Бризбејн    | Тврда   | Ана-Лена Гренефелд | Клаудија Јанс Алицја Росолска          | 3–6, 7–5, [10–5]  |
| Победа | 8.  | 14–09–09 | Квебек      | Тврда   | Барбора Захлавова  | Софија Арвидсон Северин Белтрам        | 6–1, 6–3          |
| Победа | 9.  | 14–02–10 | Мемфис      | Тврда   | Михаела Крајичек   | Бетани Матек Сандс Меган Шонеси        | 7–5, 6–2          |
| Пораз  | 6.  | 07–03–10 | Монтереј    | Тврда   | Ана-Лена Гренефелд | Ивета Бенешова Барбора Захлавова       | 6–3, 4–6, [8–10]  |
| Пораз  | 7.  | 18–04–10 | Чарлстон    | Шљака   | Михаела Крајичек   | Нађа Петрова Лизел Хубер               | 4–6, 4–6          |
| Winner | 10. | 22–05–10 | Стразбур    | Шљака   | Ализе Корне        | Ала Кудријавцева Анастасија Родионова  | 3–6, 6–4, [10–7]  |
| Пораз  | 8.  | 19–06–10 | Хертогенбос | Трава   | Јарослава Шведова  | Ала Кудријавцева Анастасија Родионова  | 6–3, 3–6, [6–10]  |
| Победа | 11. | 03–07–10 | Вимблдон    | Трава   | Јарослава Шведова  | Јелена Веснина Вера Звонарјова         | 7–6(6), 6–2       |
| Победа | 12. | 13–09–10 | Њујорк      | Тврда   | Јарослава Шведова  | Нађа Петрова Лизел Хубер               | 2-6, 6-4, 7–6(4), |

### Фед куп финала (0–1)
| Исход | Година | Локација  | Подлога | Победнице                                                          | Финалисткиње                                                   | Резултат |
| Пораз | 2009   | Калабрија | Шљака   | Италија Роберта Винчи Сара Ерани Флавија Пенета Франческа Скјавоне | Сједињене Државе Алекса Глач Вања Кинг Мелани Уден Лизел Хубер | 4–0      |

### Јуниорска гренд слем финала у паровима (0–1)
| Исход | Година | Турнир                     | Подлога | Партнер     | Противници                       | Резултат    |
| Пораз | 2005   | Отворено првенство Америке | Тврда   | Алекса Глач | Алиса Клејбанова Никола Франкова | 5–7, 6(3)–7 |